# 대학추천을 위한 예비시험
대학추천을 위한 예비시험(大學推薦을 위한 預備試驗)은 조선민주주의인민공화국의 대학과 전문학교에 입학하기 위해 치르는 시험이다. 이 시험은 1983년에 새로 시작된 대학별전형 제도에 기초하고 있다. 대한민국의 기준으로 치면 수능에 해당된다.

## 도입배경
이 제도 이전에는 추천을 중심으로 한 대학입학전형이었는데 이 전형은 당 간부 등의 자녀들만이 대학 진학을 할 수 있었고 비록 가난하지만 능력이 우수한 학생들이 대학에 진학하지 못하는 문제점을 갖고있었다. 특히 제대군인과 직장인이 대학 신입생의 큰 비중을 차지하고 있었기 때문에 전체적으로 낮은 학습수준이 문제점으로 지적되었다. 따라서 1983년부터는 대학입학 예비시험이라고 할 수 있는 국가자격고사 제도를 실시하고 있다. 고등교육의 질적인 향상을 도모하기 위하여 학생의 능력을 중시하는 방향으로 대학 입시제도가 개편된 것이다.

## 시험운영과 대학입시
시험과목은 김일성 주석ㆍ김정일 총비서의 혁명력사, 문학, 수학, 화학, 물리, 영어로 총 6개이다. 이 시험은 중학교 졸업반(6년생)을 대상으로 10월에서 11월에 치러진다. 이 시험은 시, 군, 구역(남한의 구)의 교육위원회 주관으로 실시된다. 하루에 3과목씩 이틀에 걸쳐 오전에만 시행된다. 한 과목당 풀이 시간은 45분이다. 혁명력사 과목이 150점, 그 외 과목 (문학, 수학, 화학, 물리, 영어)이 각각 100점으로 총 650점 만점이다. 이 중 혁명력사 과목의 성적은 별도로 이용되는 경우가 많기 때문에 가장 비중이 높은 과목이라고 할 수 있다.
문제의 유형은 대한민국의 대학수학능력시험과 유사하나, 난이도면에서 훨씬 어렵다. 출제범위가 전체이다보니 단원간 통합이 무한정이고 최근에 도입되고 있는 '확장형 교수법'에 따라 암기된 지식을 상황이나 자료에 적용하는 유형이 다수 출제된다. 즉, 이 시험을 통해 학업수준을 평가함과 동시에 수험생의 조선어이해능력, 상황판단능력, 자료해석능력, 추리논증능력 등을 측정하는 것이다. 이와 같은 문제의 유형이 출제되는 데에는 최근 각급 학교에 논리학 교육이 강조되고 있는 것과도 관계가 있다.
예비시험이 끝나면 내각 교육성은 도별로 각 대학, 전문학교 등에 본시험을 위한 수험생 수를 할당하고, 시ㆍ군인민위원회의 대학모집과는 도에서 할당한 인원수를 바탕으로 예비시험에 합격한 학생 개개인에게 수험통지서를 발급해 준다. 수험통지서에 예비시험 점수는 기재되지 않는다. 보통 성적순에 따라 입시를 치를 대학을 지정해 준다. 성적이 우수한 학생일수록 김일성종합대학이나 김책공업종합대학, 김형직사범대학 등 중앙대학(내각 교육성이 직할하는 대학), 또는 자신이 선호하는 대학을 지망받을 수 있다. 예비고사를 통과한 학생들은 가고 싶은 대학을 담임교원과 토의한 후 3지망까지 적어 낸다. 추천 받은 이후에는 대학에 직접 가서 본고사를 보게 된다.
북한의 대학입시 요강은 일반적으로 전년도 12월에 교육신문을 통해 구체적으로 발표된다. 대학에서 치러지는 본고사의 시험절차는 학과시험, 면접시험, 체육시험, 신체검사로 이루어져 있다. 대학의 합격자 선정은 사실상 학과시험 성적에 의해 결정된다. 학과시험은 김일성 주석과 김정일 국방위원장의 혁명력사, 수학, 국어, 물리, 외국어 (영어, 러시아어, 중국어, 일본어), 화학, 력사, 지리 등이며 주관식 시험이다. 그러나 대학이나 학과의 특성에 따라 혁명력사,수학,외국어를 제외한 과목 중 하나는 다른 과목으로 대신하고 있다.
본고사에는 3개에서 5개의 문제가 제시되며 일반적으로 과목당 5점만점이다. 본고사의 문제 유형은 전부 논ㆍ서술형이며, 이론과 적용이 혼재한다. 예를 들어, 혁명력사 시험문제는 "조국해방전쟁(6ㆍ25사변)의 승리의 요인은 무엇인가"라는식으로 출제되며, 영어시험은 문장짓기, 문장번역, 단어쓰기 등으로 제시되고, 수학은 전부 문제풀이지만 화학ㆍ물리과목은 이론과 문제풀이를 섞어서 출제된다.
북한에서 재수는 허용되지 않는다. 군대나 사회에서 3년간 근무해야 다시 대학시험을 치를 수 있는 자격을 얻을 수 있다. 재수를 하지 아니하고 대학에 입학한 학생을 '직통생'이라 한다. 직통생은 전체 대학생의 약 30%를 차지한다.

## 추천과정
추천에 대해서 남한에서는 교육당국이 학생의 의견을 고려하지 아니하고 임의적으로 하는 것이라 비난하지만, 사실은 그렇지 않다. 예비고사가 임박하면 각 중학교의 최고학년 학급에서는 '나의 희망 발표 모임'을 열게 된다. 여기서 학생들은 자신의 장래희망에 대해 생각을 논쟁하고 토론한다. 이 모임이 끝난후 학생들은 담임교원을 통해 자신의 장래 희망, 지망 대학을 학교에 제출한다. 이때 지망 대학은 3지망으로 하게 된다. 학교와 관할 교육위원회는 이 자료와 예비고사 성적을 바탕으로 대학추천사업을 진행하게 된다. 그러나 북한에서는 비리가 만연해있어 성적보다는 경제력이나 재력으로 대학의 당락이 결정되는 경우가 대다수이다.  
대학 추천 과정은 교육성이 각 대학의 학생 수용 능력, 기숙사 수용 인원, 국가의 장기 계획에 따른 분야별 전문가 양성 계획에 근거하여 각 대학의 입학 정원수를 결정하고 경쟁률을 결정한다. 교육성은 추천 학생수를 각 시ㆍ도 인민위원회의 교육위원회에 배당하면, 추천 학생수가 다시 군ㆍ구역별로, 각급 학교별로 분할 배정된다. 개별 학교에서는 배당 받은 추천 학생수 만큼 대학 입학시험을 치를 수 있는 학생들을 추천한다.